# Jane Elliot
Jane Elliot (New York, 17 januari 1947) is een Amerikaanse actrice.

## Privé
Elliot is in het verleden getrouwd geweest waaruit zij drie kinderen heeft. 

## Carrière
Elliot begon in 1965 met acteren in de televieserie The Nurses, waarna zij nog meerdere rollen speelde in televisieseries en films. zij is vooral bekend van haar rol in Days of our Lives (1987-1989) en General Hospital (1978-heden). Voor haar rol in Days of our Lives won zij in 1990 een Soap Opera Digest Award in de categorie Beste Optreden door een Actrice in een Bijrol. In 1992 won zij deze Award ook voor haar optreden in General Hospital, en in 1981 won zij met dit optreden een Daytime Emmy Award in dezelfde categorie. 

## Filmografie

### Films
- 1987 Baby Boom – als moeder in park
- 1987 Some Kind of Wonderful – als Carol Nelson
- 1977 In the Matter of Karen Ann Quinlan – als Maria Armstrong
- 1977 Panic in Echo Park – als Ebony
- 1976 Widow – als Judy
- 1973 The Fabulous Doctor Fable – als June Fable
- 1972 One Is a Lonely Number – als Madge Frazier
- 1972 Welcome Home, Johnny Bristol – als zuster Theresa
- 1969 Change of Habit – als zuster Barbara

### Televisieseries
Uitgezonderd eenmalige gastrollen.
- 1978 – 2022 General Hospital – als Tracy Quartemaine – 985+ afl.
- 1996 – 1997 The City – als Tracy Quartemaine - 84 afl.
- 1987 – 1989 Days of our Lives – als Anjelica Deveraux - 192 afl.
- 1988 Baby Boom – als Julie – 2 afl.
- 1984 – 1986 All My Children – als Cynthia Chandler Preston Courtlandt – 16 afl.
- 1981 – 1982 Guiding Light – als Carrie Todd Marier - 8 afl.
- 1980 – 1981 Knots Landing – als Judy Trent – 3 afl.
- 1977 Rosetti and Ryan – als Jessica Hornesby – 7 afl.
- 1976 Electra Woman and Dyna Girl – als prinses Cleopatra – 4 afl.
- 1976 Once an Eagle – als Cheryl Logan – 4 afl.
- 1964 A Flame in the Wind – als Linda Skerba - 15 afl.

- Library of Congress Control Number: no2018049911
- Virtual International Authority File: 7937152502985410800000
- WorldCat: E39PBJrKVJc7fKbht3qRRd9kXd